# Sophronios von Kilis
Sophronios von Kilis (mittelgriechisch Σωφρόνιος Βʹ, Εʹ, * in Kilis; † Oktober 1780) war ein orthodoxer Patriarch von Jerusalem und von Konstantinopel.

## Leben
Der Sohn eines 'Īsā aus Kilis entstammte einer christlich-arabischen Familie und wuchs in arabisch-türkischer Umgebung auf. 1732 lernte er in Tripolis Griechisch. 1733 bis 1735 kollektierte er Kirchengelder in der Gegend von Adana und Antiochia, blieb danach bis 1739 in Damaskus. 1740 wurde er in Jerusalem zum Priester geweiht. 1741 war er Bischof von Akkon, 1750 von Aleppo. 1752 zog er sich nach Konstantinopel zurück. Das Angebot des Patriarchenthrones von Antiochia 1766 lehnte er ab. 1771 wurde er zum Patriarchen von Jerusalem gewählt und wirkte dort als Sophronios V. bis 1774. Am 14. Dezember 1774 wurde er auf den Stuhl des Ökumenischen Patriarchen von Konstantinopel transferiert und amtierte als Sophronios II. bis 1780. Begraben wurde er in der Erzengel-Kirche von Arnavutköy / Mega Revma.